# Larestani
Larestani bzw. Laristani (persisch: خودمونی), auch bekannt als Lari (لاری), Achomi bzw. Atschomi (persisch: اَچُمی), oder Chodmoni (persisch: خودمونی) ist eine dem Persischen nahestehende iranische Sprache, die im Süden Irans hauptsächlich in der Provinz Fars (vor allem Distrikt Larestan) von Laris bzw. Achomi gesprochen wird, einer schiitischen und sunnitischen südwestiranischen Volksgruppe. Die Sprache ist ein Nachkomme der mittelpersischen Sprache. Zudem wird Larestani von manchen Huwala gesprochen.
Es wird die perso-arabische Schrift verwendet.

## Dialekte und Verbreitung
Da die Achomi-Region weit verbreitet ist, gibt es unterschiedliche Larestani-Dialekte und einige geringfügige Unterschiede in der Grammatik. Zum Beispiel sagen die Menschen in einigen Orten raftam für „Ich ging“ (sehr ähnlich dem persischen "raftam"), in anderen Orten wie Lar sagen die Larestani stattdessen Chedem (kurdisch: dichim oder dechim).
Larestani wird in den Städten Lar, Gerash, Juyom, Evaz, Khonj, Bastak, Khour, Kowreh, Fedagh und viele anderen gesprochen, dementsprechend gibt es lokale Dialekte und Abänderungen.
Larestani ist stark mit dem Persischen, aber auch mit Bashkardi-Dialekten und dem Kurdischen verwandt.

### Arabische Halbinsel
Manche Iraner, die zu Beginn des 20. Jahrhunderts aus dem südlichen Iran in die arabischen Staaten des Persischen Golfs ausgewandert sind, sprechen diese Sprache immer noch zuhause. Deren Larestani wurde jedoch etwas von der arabischen Sprache beeinflusst.